# 大分女子短期大学
大分女子短期大学（おおいたじょしたんきだいがく、英語: Oita Women's Junior College）は、大分県大分市大字政所字鶯ノ尾2606-2に本部を置いていた日本の私立大学である。1965年に設置され、1986年に廃止された。

## 概要

### 大学全体
- 大分県大分市に所在した日本の私立短期大学で、設置主体は学校法人佐伯学園[2]。
- 1965年に佐伯女子短期大学として大分県佐伯市内に開学されたが、キャンパス移転により1967年度より大分女子短期大学に改称された。学科数は第一部、第三部で各2学科。
- 1976年度の入学生を最後に[注釈 2]、短期大学としての使命を終える[5]。

### 教育および研究
- 保育者と栄養士の養成を執り行っていた。

### 学風および特色
- 昼間2交代制の第三部があった。

## 沿革
- 1955年
  - 3月16日 左記を以て学校法人佐伯学園の設立が認可される[6]。
- 1965年
  - 1月25日 左記を以て文部省[注 2]より短期大学の設置が認可される[7]。
  - 4月1日 佐伯女子短期大学（さいきじょしたんきだいがく）として以下の学科体制にて開学する[8]。当初は佐伯市野岡に所在した。
    - 家政科 入学定員80名[9]

  - 5月1日 学生数[注 3]/定員
    - 家政科 28[注釈 3]/80[12]
- 1966年
  - 4月1日 以下の学科を増設する[注釈 4]。
    - 保育科 入学定員50名

  - 同 家政科を以下の通り専攻分離する[注釈 4]。
    - 家政専攻 入学定員30名[注釈 5]
    - 食物栄養専攻 入学定員50名[注釈 5]

  - 5月1日 学生数[15]/定員
    - 家政科 44[注釈 3]/160
    - 保育科 108[注釈 3]/50
- 1967年
  - 4月1日 入学定員増を以下の通り行う[注 4]。
    - 家政科家政専攻 30[注釈 5]→100[注釈 6]。
    - 保育科 50[注釈 5]→100[注釈 6]

  - 5月1日 学生数[19]/定員
    - 家政科 193[注釈 3]/230
    - 保育科 110[注釈 3]/150

  - 6月1日 大分女子短期大学に学名変更[17]。
- 1968年
  - 4月1日 家政科の入学定員を以下の通り変更する[20]。
    - 家政専攻 100[注釈 6]→50[注釈 7]
    - 食物栄養専攻 50[注釈 6]→100[注釈 7]

  - 5月1日 学生数[注 5]/定員
    - 家政科 205[注釈 3]/300
    - 保育科 110[注釈 3]/200
- 1970年
  - キャンパスを佐伯市から大分市に移転[24]
  - 5月1日 学生数[25]/定員
    - 家政科 129[注釈 3]/300
    - 保育科 68[注釈 3]/200
- 1971年
  - 5月1日 学生数[26]/定員
    - 家政科 98[注釈 3]/300
    - 保育科 39[注釈 3]/200
- 1972年
  - 4月1日 家政科、保育科に各第三部を増設し、以下の学科とする[27]。
    - 家政科
      - 第一部
        - 家政専攻 入学定員50名[注釈 8]→20名[注釈 9]名
        - 食物栄養専攻

      - 第三部 入学定員20名[注釈 9]

    - 保育科
      - 第一部 入学定員100名[注釈 8]→50名[注釈 9]
      - 第三部 入学定員50名[注釈 9]

  - 5月1日 学生数[注 6]/定員
    - 家政科 29[注釈 3]/270
    - 保育科 18[注釈 3]/150
- 1973年
  - 4月1日 以下の学科について、この年度にて学生募集を最終とする[注 7]
    - 家政科
      - 第一部
      - 第二部

  - 5月1日 学生数[33]/定員
    - 家政科 35[注釈 3]/240
    - 保育科 50[注釈 3]/100
- 1975年
  - 4月1日 学生募集を最終とする[注釈 2]
- 1975年
  - 5月1日 学生数[34]/定員
    - 家政科 
      - 第一部 -/-
      - 第三部 -/20

    - 保育科 
      - 第一部 40[注釈 3]/100
      - 第三部 ？/150
- 1976年
  - 5月1日 学生数[35]/定員
    - 家政科 
      - 第一部 -/-
      - 第三部 ？/150

    - 保育科 
      - 第一部 ？[注釈 3]/100
      - 第三部 10/100
- 1977年
  - 5月1日 学生数[36]/定員
    - 家政科 
      - 第一部 -/-
      - 第三部 -/-

    - 保育科 
      - 第一部 -/50
      - 第三部 -/100
- 1978年
  - 5月1日 学生数[37]/定員
    - 家政科 
      - 第一部 -/-
      - 第三部 -/-

    - 保育科 
      - 第一部 -/-
      - 第三部 -/50
- 1986年
  - 12月23日 左記をもって正式に廃止となる[5]。

## 基礎データ

### 所在地
- 大分県大分市大字政所字鶯ノ尾2606-2[注釈 1]

### 象徴
- 大分女子短期大学のカレッジマークは梅の形がデザインされており、その中央に縦書きに「女大」（女子短大の略）と書かれたものとなっていた[24]。

## 教育および研究

### 組織

#### 学科
- 家政科
  - 第一部
    - 家政専攻 入学定員20名[注釈 10]
    - 食物専攻 入学定員100名[注釈 10]

  - 第三部 入学定員20名[注釈 10]
- 保育科
  - 第一部[注釈 11]
  - 第三部[注釈 11]

#### 専攻科
- なし

#### 別科
- なし

#### 取得資格について
- 保母資格[注 8]・幼稚園教諭二級免許状
  - 保育科第一部・第三部[24]
- 中学校教諭二級免許状（家庭）
  - 家政科第一部家政専攻・第三部[24]
- 栄養士資格：家政科第一部食物専攻[24]

### 研究
- 『大分女子短期大学研究紀要』[1]

## 対外関係

### 系列校
- 大分工業大学[43]
- 日本文理大学附属高等学校[注 9]

### 附属学校
- 付属ふたば幼稚園[44]